# Lilium maculatum var. bukosanense
Lilium maculatum var. bukosanense ist eine Varietät von Lilium maculatum aus der Gattung der Lilien (Lilium) in der Dauricum-Sektion. Sie wurde 1942 von Masaji Honda als Lilium bukozanense erstbeschrieben und 1963 von Hiroshi Hara als Varietät zu Lilium maculatum gestellt.

## Beschreibung
Lilium maculatum var. bukosanense ist eine mehrjährige krautige Pflanze, die Wuchshöhen von 60 Zentimetern erreicht. Die Zwiebel ist fest und rund, der Stängel schlank und herabhängend und krümmt sich zu seiner Spitze hin nach oben. Die schmal lanzettlichen Laubblätter sind glänzend.
Die Pflanzen tragen bereits im zweiten Jahr zwei bis drei schalenförmige Blüten, Blütezeit ist Juni. Die Blüten sind orange-rot und stark gesprenkelt, die Blütenhüllblätter sehr schmal. Der Samen keimt sofortig-hypogäisch.

## Verbreitung und Standort
Lilium maculatum var. bukosanense wächst ausschließlich in Japan, wo sie Miyamasukashi-yuri (jap. 深山透し百合, dt. etwa: durchsichtige Lilie der tiefen Berge) genannt wird, auf dem Berg Buko in Höhenlagen zwischen 600 und 1000 m T.P. an fast vertikalen Felswänden.

## Status und Gefährdung
Hauptsächlich aufgrund menschlicher Einwirkung, aber auch durch Japanmakaken (Macaca fuscata) und Sikahirsche (Cervus nippon), die sie als Futterpflanze nutzen, ist der Bestand stark zurückgegangen. Lilium maculatum var. bukosanense wird daher auf der Roten Liste bedrohter Pflanzen in Japan als „Stark bedroht“ eingestuft, ebenso im Red Data Book der Präfektur Saitama.
Seit 2003 werden im Rahmen eines Projektes der Taiheiyo Cement Group Pflanzen nachgezogen und am Berg Buko ausgepflanzt, seit 2005 wird an Grundlagen für den Schutz der Varietät gearbeitet.